# Mambo (CMS)
Mambo (còn có tên khác là Mambo Open Source hoặc MOS) là một hệ quản trị nội dung mã nguồn mở cho phép tạo và quản lý các website thông qua một giao diện web đơn giản. Nó cuốn hút được nhiều người dùng nhờ khả năng dễ dàng sử dụng. Mambo cũng bao gồm những đặc tính tiên tiến như kỹ thuật chuyển đổi giao diện, và kỹ thuật API mạnh mẽ, nó cũng tự động hóa nhiều tác vụ như lập chỉ mục, cung cấp RSS feed, phiên bản dành cho in ấn, tin nhanh, blog, diễn đàn, bình chọn, lịch biểu, tìm kiếm, hỗ trợ đa ngôn ngữ và những khả năng khác.
Mambo được phát hành theo giấy phép GPL

## Mambo và Joomla

Trang quản trị của Mambo 4.6.1

Ngày 17 tháng 8 năm 2005, do bất đồng về quan điểm, toàn bộ 20 thành viên của nhóm phát triển nòng cốt đã rời khỏi dự án và thành lập một nhánh mới của Mambo và lấy tên là Joomla. Tuy nhiên với sự hỗ trợ của Quỹ tài trợ Mambo (Mambo Foundation) Mambo vẫn tiếp tục phát triển và duy trì cho đến năm 2013.

## Đóng cửa
Đến cuối năm 2014, hầu hết các website của dự án đã đóng cửa và không còn hoạt động. Bản phát hành cuối cùng của Mambo được lưu trữ tại Sourceforge  là ngày 16/04/2013

## Về Mambo Foundation
Mambo Foundation là một tổ chức phi lợi nhuận được thành lập vào tháng 8 năm 2005. Mục đích của tổ chức này là hỗ trợ và bảo vệ sự phát triển của hệ thống phần mềm Mambo. Tổ chức này có mô hình giống như Eclipse Foundation và GNOME Foundation.

## Giải thưởng
- Tháng 3 năm 2006, Giải pháp phần mềm mã nguồn mở tốt nhất tại triển lãm LinuxWorld ở Úc.
- Năm 2005, Giải pháp phần mềm mã nguồn mở tốt nhất tại triển lãm LinuxWorld ở Boston và San Francisco

### Cộng đồng
- MamboCommunities Lưu trữ ngày 17 tháng 12 năm 2014 tại Wayback Machine Các cộng đồng Mambo
- Mambo Server Diễn đàn cộng đồng ban đầu của Mambo
- Mambo Foundation Quỹ tài trợ Mambo
- Source Lưu trữ ngày 10 tháng 4 năm 2013 tại Wayback Machine Mã nguồn Mambo
- Mambo Forum Lưu trữ ngày 13 tháng 12 năm 2010 tại Wayback Machine Diễn đàn chính thức của Mambo
- Cộng đồng php cần thơ Cấu hình, cài đặt, bảo mật, CMS khác

### Mambo Việt Nam
- Vietnamese Forum Lưu trữ ngày 2 tháng 9 năm 2006 tại Wayback Machine Diễn đàn thảo luận của người Việt tại Diễn đàn chính

### Bài báo
- Tạp chí NewsForge Lưu trữ ngày 14 tháng 11 năm 2006 tại Wayback Machine Mambo và Joomla - một năm nhìn lại
- Mambo Foundation Lưu trữ ngày 2 tháng 10 năm 2006 tại Wayback Machine Lịch sử tóm tắt của dự án Mambo

### Khác
- CMS Matrix Lưu trữ ngày 6 tháng 10 năm 2012 tại Wayback Machine Website giúp so sánh các tính năng của các hệ quản trị nội dung